# وولنی (آدیغیه)
وولنی (به لاتین: Volny) یک منطقهٔ مسکونی در روسیه است که در آدیغیه واقع شده‌است.